# 神州資源
神州資源集團有限公司（港交所：0223），2008年6月18日從建發國際換取上市，曾投資黑龍江煤礦業務，但由於受法律訴訟，於是收購煤礦業務無效，現時主要業務展覽、展品及能源開發等。
而現時主席為耿瑩。

## 連結
- 神州資源有限公司 （页面存档备份，存于）
- 1.4億元引發的恩怨：升平煤礦股權轉讓真假幻象 21世紀經濟頻道